# Tribunal des prud'hommes (Genève)
Pour les articles homonymes, voir Tribunal des prud'hommes.
Pour les autres articles nationaux ou selon les autres juridictions, voir Juridiction du travail.
À Genève, en Suisse, le Tribunal des prud'hommes traite des litiges découlant d’un contrat de travail entre un employeur et un salarié. La particularité de ce tribunal laïc est que tant ses juges que le président du tribunal ne sont pas des magistrats professionnels, et les audiences ont lieu le soir.

## Compétences du tribunal
Le Tribunal est compétent pour:
- Les contestations entre employeurs et salariés concernant leurs rapports découlant d’un contrat de travail, défini selon le sens du titre dix du code des obligations[1].
- Les contestations dans les rapports de travail entre employeurs et salariés lorsqu'elles concernent la loi sur l’égalité entre femmes et hommes.
- Les litiges relatifs à l'interprétation, l'application ou l'exécution de conventions collectives de travail.
- Les contestations qu’une autre loi ou un règlement attribue au Tribunal.

Le personnel régulier de l'administration publique genevoise a recours au Tribunal administratif, non aux prud'hommes.

## Instances
Le Tribunal des prud'hommes s'inscrit dans ces trois niveaux d'instances :
1. la conciliation. Dans les 2 mois après le dépôt d'une demande, les parties sont convoquées devant l'Autorité de conciliation des prud'hommes, conduite par un conciliateur au bénéfice d’une formation juridique ou spécialisée.
2. le Tribunal. Lorsque la conciliation n'a pas permis de résoudre le litige, le tribunal siège dans la composition d’un président, d’un juge employeur et d’un juge salarié.
3. À la réception du jugement du tribunal, chacune des parties peut faire appel de la décision auprès de la Chambre des prud’hommes, reliée à la Cour de justice, qui siège dans la composition d’un président professionnel (juge à la Cour de justice), d’un juge employeur et d’un juge salarié (tous deux laïcs).

Comme pour chaque décision d'un tribunal cantonal de dernière instance, un recours au Tribunal fédéral sur une question de conformité du droit est toujours possible.

## Organisation
Le Tribunal des prud'hommes est composé d'environ 240 juges employeurs ou salariés issus des divers milieux professionnels répartis en 5 groupes selon leur domaine d'activité.
1. bâtiment, industrie, artisanat, gros et second œuvre, agriculture, conciergerie et nettoyage, mécanique, garages, carrosseries, ramoneurs, horlogerie, bijouterie, électronique, bois, optique, chimique, textile, habillement, imprimerie, métallurgie
2. hôtellerie, café et restaurants; industrie, artisanat et commerce alimentaires
3. tourisme, transport, commerce non alimentaire - agences de voyages, chauffage d’immeuble, paysagistes, voyageurs de commerce, droguerie, coiffure
4. administration publique, sociétés de service, banques, assurances
5. professions diverses non comprises dans les autres groupes. Exemples : professions médicales et paramédicales, juridiques et judiciaires, domaine de la publicité; agent d'affaires et agents intermédiaires, enseignants privés, sportifs, journalistes, artistes, informaticiens, économie domestique et aides familiales, etc.

## Composition du tribunal
Le tribunal est composé d'un juge employé, d'un juge employeur et d'un président alternativement employé ou employeur.
Un greffier est responsable de la saisie du procès-verbal, dicté par le président tout au long de l'audience.
Lorsqu’une demande est fondée sur la loi fédérale sur l’égalité entre femmes et hommes du 24 mars 1995 (LEg), le tribunal est toujours composé d'un juge homme et d'une juge femme. Lorsque l’homme est employeur, la femme doit être salariée et inversement.

### Juge
La fonction de juge prud'hommes est ouverte à toute personne travaillant dans le canton de Genève et répondant aux critères suivants :
- Être âgé de 18 ans révolus
- Être un employeur ou salarié de nationalité suisse exerçant depuis 1 an au moins son activité professionnelle dans le canton
- Être un employeur ou salarié étranger ayant exercé pendant 10 ans au moins son activité professionnelle en Suisse, dont la dernière année au moins dans le canton
- Être de nationalité suisse et lié par des rapports de droit public dans le canton, ou l’avoir été au cours des 12 mois précédant l’élection
- Être un ressortissant étranger et avoir exercé pendant 10 ans au moins son activité professionnelle en Suisse, dont la dernière année au moins dans le canton en étant lié par des rapports de travail de droit public
- Ne pas avoir subi une condamnation criminelle ou correctionnelle pour des faits portant atteinte à la probité et à l’honneur
- Ne pas être tombé en faillite ou avoir fait l’objet d’un acte de défaut de biens  délivré dans des conditions portant atteinte à la probité et à l’honneur

#### Élection
Les juges sont élus pour 6 ans par le Grand Conseil du canton de Genève, pour autant qu'il n'y ait pas plus de candidats que de postes à repourvoir,.
La dernière élection des juges prud'hommes pour la législature 2018-2023, tacite, a eu lieu le 30 août 2017.
Les juges élus ont prêté serment devant le conseil d'État le 20 novembre 2017.

### Président
Les juges prud'hommes peuvent accéder à la charge de président de tribunal. Ils doivent préalablement être titulaires du brevet d'avocat ou titulaire du brevet de président de la juridiction des prud'hommes.
Le brevet de président s'obtient par la réussite d'un examen écrit et d'un examen oral. Une formation pour s'y préparer est dispensée gratuitement à tous les juges par le pouvoir judiciaire et la Faculté de droit de l'Université de Genève.

#### Élection
Les présidents sont élus ou confirmés dans leurs fonctions chaque année, lors de l'assemblée générale des différents groupes.

## Statistiques
En 2010 :
- Les 5 groupes comptent 336 juges prud'hommes et 45 présidents de tribunal.
- Sur 1 265 causes traitées en conciliation, 26,5 % (335) ont été conciliées et 55,6 % (703) ont été renvoyées devant le Tribunal des prud'hommes[8].
- Sur les 747 causes traitées dans l'année par le tribunal[9], 8,3 % (62) se sont réglées par conciliation ou jugement-accord.